# 馬里安·維西涅斯基
馬里安·維西涅斯基（1937年2月1日—2022年3月3日）是一名法國前足球運動員，司職前鋒。

## 生平
馬里安·維西涅斯基於1937年2月1日出生於加萊海峽省的卡洛訥-里庫阿爾。他為法國國家隊上陣33場並射入12球，並參加1958年世界盃，當時法國隊獲得季軍。維西涅斯基於1955年4月3日完成了他的國際賽首次上陣，從而成為為法國效力的最年輕的足球員，年僅18歲零2個月。
維西涅斯基於2022年3月3日在沃克呂茲省的卡龐特拉去世，享年85歲。他的侄孫喬納森·維西涅斯基是前職業欖球聯盟球員。

## 榮譽

### 朗斯
- 法甲亞軍：1955－56及1956－57年[6]
- 查爾斯·德拉戈杯（英语：Coupe Charles Drago）：1960年[6]

### 法國
- 世界盃季軍：1958年[1]

## 外部鏈接
- Maryan Wisniewski （页面存档备份，存于）於法國足球總會（法語）